# Яблонелистная моль-пестрянка
Яблонелистная моль-пестрянка (лат. Phyllonorycter ringoniella) — вид чешуекрылых из семейства молей-пестрянок (Gracillariidae).

## Описание
Бабочки с размахом крыльев 6,5—8,5 мм. Лицо, щупики и усики преимущественно беловатые. Грудь золотисто-коричневатая с тремя узкими белыми линиями. Передние крылья золотисто-коричнево-оранжевые с белыми пятнами. Задние крылья серые с беловато-серой бахромой ресничек. Брюшко серебристо-серое, снизу беловатое, на конце с хохолком волоском охристого цвета. От других видов молей-пестрянок, питающихся на яблонях, уверенно отличается по строению гениталий самца. Куколка длиной 3-3,3 мм.

## Образ жизни
Гусеницы образуют мины на нижней стороне листьев яблони маньчжурской, яблони низкой, яблони бутанской, яблони ягодной, яблони Зибольда, а также груши, персика, вишни и сливы. Имаго активны с мая по сентябрь. Плодовитость составляет около 40 яиц. Самки откладывают яйца поодиночке, но на одном листе может быть несколько личинок, что приводит к каннибализму. Зимуют на стадии куколки в минах на опавших листьях. Диапауза запускается уменьшением длины светового дня до 13,5 часов. Температура при этом составляет от 15 до 20 °C. В год развивается до четырёх до шести (на юге Японии) поколений. В теле диапаузирующих куколок накапливается трегалоза, которая играет роль криопротектора и позволяет куколкам выживать при температурах от −15 до −20 °C.
Начиная с 1950 годов в Японии стал серьёзным вредителем яблонь, что связывают с последствиями применения пестицидов. В дальнейшем вспышки отмечены в Корее и Китае.

## Распространение
Встречается на юге Дальнего Востока России, Сахалине, Корее и Японии и Китае.